# Bradford Tracey
Bradford Tracey (* 7. Juli 1951 in Sydney,  Nova Scotia, Kanada; † 17. September 1987 in Bad Krozingen bei Freiburg) war ein deutscher Pianist und Cembalist kanadischer Abstammung.

## Leben
Tracey studierte historische Tasteninstrumente und Generalbass zuerst bei Rolf Junghanns und Ensemblespiel bei Hans-Martin Linde an der Schola Cantorum Basiliensis. Später setzte er seinen Studien privat bei Fritz Neumeyer fort. Tracey wurde Kurator der „Sammlung historischer Tasteninstrumente Fritz Neumeyer“ im Schloss Bad Krozingen und sammelte selbst historische Tasteninstrumente. Die „Sammlung historischer Tasteninstrumente Fritz Neumeyer“ ging nach dem Tod von Fritz Neumeyer in den Besitz von Traceys Freund und Kollegen Rolf Junghanns über. Er unternahm zahlreiche Konzertreisen durch Europa und Amerika. Sein Spiel ist durch zahlreiche Schallplatten gut dokumentiert. Im Alter von 28 Jahren erhielt er 1979 eine Professur an der Berliner Hochschule der Künste. 
1985 mietete Tracey zusammen mit Junghanns in Berlin-Friedenau einen Saal, den er zum Kammermusiksaal Friedenau umbauen ließ. Mit einem Konzert am 7. April 1986 begann er mit Junghanns und befreundeten Musikern die „Friedenauer Kammerkonzerte“, die auch nach seinem frühen Tode bis heute weiter geführt werden. 
Tracey trat als Solist mit Cembalo, Hammerflügel und Clavichord, als Klavierduo mit Rolf Junghanns, als Liedbegleiter, als Solist und Dirigent mit bekannten Symphonieorchestern, mit Ensembles für alte Musik, sowie als Continuospieler mit bekannten Solisten der Alte-Musik-Szene.
Von seinen zahlreichen Tonaufnahmen ist die legendäre Aufnahme der Goldberg-Variationen BWV 988 von Bach hervorzuheben, gespielt auf dem Nachbau eines Cembalos von Christian Zell, Hamburg 1728 durch John Koster, Boston. 